# Coppa del Baltico 1931
L'edizione 1931 della Coppa del Baltico fu la quarta del torneo e fu vinta dall'Estonia, giunta al suo secondo titolo.

## Formula
Il torneo fu disputato su un girone con gare di sola andata giocate tutte a Tallinn nel giro di tre giorni: erano assegnati due punti alla vittoria, uno al pareggio e zero alla sconfitta.

## Classifica finale
| Pos. | Squadra  | Pt | G | V | N | P | GF | GS | DR |
| ---- | -------- | -- | - | - | - | - | -- | -- | -- |
| 1.   | Estonia  | 4  | 2 | 2 | 0 | 0 | 5  | 1  | +4 |
| 2.   | Lettonia | 2  | 2 | 1 | 0 | 1 | 2  | 3  | -1 |
| 3.   | Lituania | 0  | 2 | 0 | 0 | 2 | 0  | 3  | -3 |

## Risultati
| Arbitro: | Osborn Wenzel |

|                           |           |  |
| Ellman-Eelma 13’ Kass 50’ | Marcatori |  |

| Arbitro: | Osborn Wenzel |

|               |           |  |
| Pētersons 11’ | Marcatori |  |

| Arbitro: | Osborn Wenzel |

|                                |           |            |
| Ellman-Eelma 10’ Karm 51’, 67’ | Marcatori | 16’ Škincs |